# Andouillette

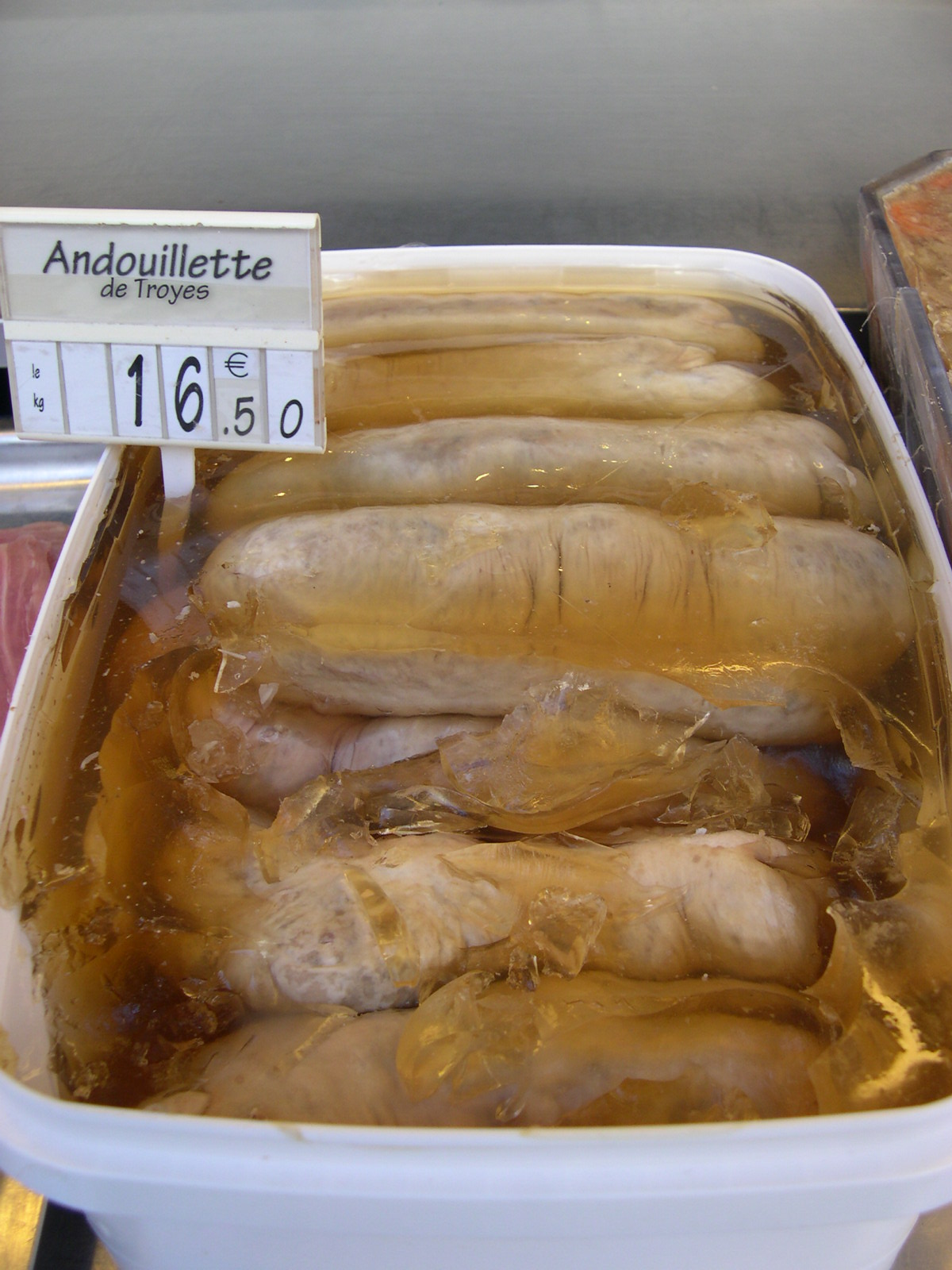
Andouillettes de Troyes, presentadas en gelatina.

La andouillette (en español, «pequeña andouille») es un embutido especialidad de la cocina francesa, que se puede encontrar en muchas regiones, siendo las más renombradas las de las ciudades de Lyon, Troyes, Cambrai, Rouen y de las regiones de Provenza y Périgord. Se trata de un embutido de gusto adquirido elaborado tradicionalmente con el intestino y el estómago del cerdo o de la ternera. A principios de los años 2000, se prohibió el empleo de tripas de ternera debido a la enfermedad de las vacas locas, y sólo se utilizó cerdo hasta que la legislación europea volviese a autorizar la utilización de masa intestinal de ternera en 2015.
Las andouillettes tienen un intenso aroma y sabor por los condimentos y especias que lleva, perfumados con alcohol o vino. Tienen también un alto contenido en grasa. Se venden ya cocidas y se preparan a la parrilla, al horno o en una sartén, o guisadas con vino blanco. Se acompañan tradicionalmente de mostaza de tipo francés, blanca y muy picante.
No debe confundirse con la andouille, que se consume fría y cuyo sabor resulta más suave.